# Oklahoma (Pennsylvanie)

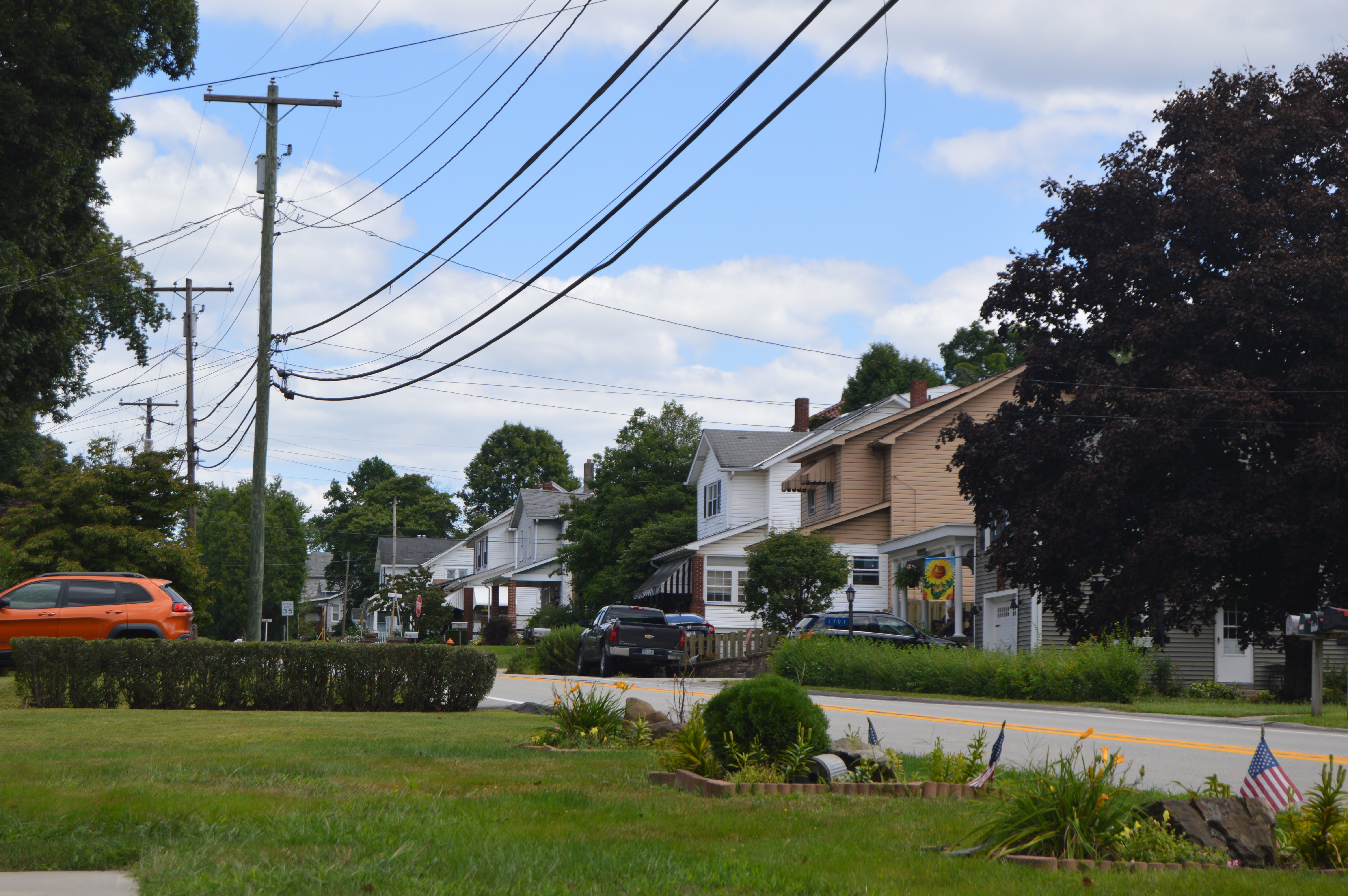
Quartier résidentiel de la rue Hancock

Pour les articles homonymes, voir Oklahoma (homonymie).
Oklahoma est un borough situé dans le comté de Westmoreland, dans le Commonwealth de Pennsylvanie, aux États-Unis. Sa population s’élevait à 809 habitants lors du recensement de 2010, estimée à 769 habitants en 2017.

## Source
- (en) Cet article est partiellement ou en totalité issu de l’article de Wikipédia en anglais intitulé « Oklahoma, Pennsylvania » (voir la liste des auteurs).